# Stefania (cançó)
Stefania (ucraïnès: Стефанія, pronunciat [steˈfɑn⁽ʲ⁾ijɐ]) és una cançó de 2022 del grup ucraïnès de folk-rap Kalush Orchestra. La cançó va representar Ucraïna al Festival d'Eurovisió 2022, després que la guanyadora de Vidbir 2022, Alina Pash, retirés la seva candidatura després de ser qüestionada com a participant legítima. És la tercera cançó cantada íntegrament en ucraïnès que representa el país a Eurovisió, però la segona que realment competeix al concurs.